# WST Classic
De WST Classic is een professioneel snookertoernooi dat georganiseerd wordt door de World Snooker Tour (WST). Het werd in het seizoen (2022/2023) voor het eerst gehouden en is een van de rankingtoernooien. Het toernooi is in het leven geroepen ter vervanging van de Turkish Masters 2023. De Turkish Masters zou minimaal vier keer in het voorjaar gehouden worden in Antalya. Door het ontbreken van sponsorgelden kon dat toernooi in het seizoen 2022/2023 niet doorgaan. Daarvoor kwam dit toernooi in de plaats.

## Winnaars
| Jaar                  | Winnaar               | Verliezend finalist   | Score                 | Seizoen               |
| WTC Classic (ranking) | WTC Classic (ranking) | WTC Classic (ranking) | WTC Classic (ranking) | WTC Classic (ranking) |
| --------------------- | --------------------- | --------------------- | --------------------- | --------------------- |
| 2023                  | Mark Selby            | Pang Junxu            | 6-2                   | 2022/2023             |
| 2024                  |                       |                       |                       | 2023/2024             |